# 中国陶行知研究会
中国陶行知研究会是中华人民共和国从事陶行知教育思想研究、实践的教育工作者组成的全国性、学术性、非营利性社会团体，由中华人民共和国教育部主管，1985年9月5日成立。